# Зендлер, Эгон
Эгон (Игорь) Зендлер sj. (нем. Egon Sendler; 1 августа 1923, Waldtal — Małkowice Провинция Силезия, Германия, ныне Польша — 17 марта 2014, Париж, Франция) — иеромонах католической церкви византийского обряда, член Общества Иисуса, иконописец и историк искусства, педагог, работал в колледже Святого Георгия и был настоятелем общины иезуитов в Мёдоне, основатель и руководитель иконописных школ Atelier Saint Georges в Медоне и Версале, Франция а также Atelier St. André в Лозаннее, Швейцария, участник Русского апостолата.

## Биография

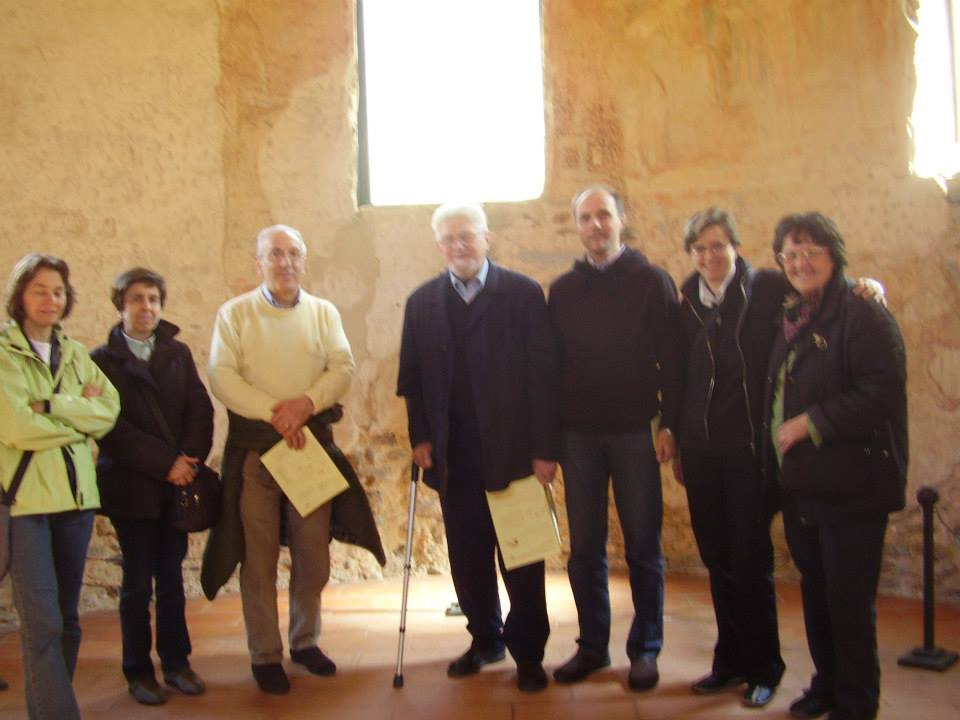
Сендлер с учениками Школы Сериате в Кастельсеприо

Родился в Силезии в немецкой семье, отец был директором школы, мать преподавала рисование. Со смертью отца в 1937 году экономические обстоятельства вынуждают семью, состоящую из Игоря, его брата, мамы и бабушки переехать во Вроцлав. В период Второй мировой войны служил связистом, направлен на фронт, был в Белоруссии, где осенью 1944 года получил тяжелое ранение, затем выписавшись из госпиталя был направлен в Богемию на офицерские курсы, где его застал приход Красной армии. Пленных немецких военных через Прагу и Дрезден перевозят в СССР, в дороге Сендлер переболел тифом, затем в конце концов он оказался в лагере для немецких военнопленных в районе Череповца на Севере России. После освобождения из плена в 1948 году Сендлер вернулся в Берлин, где решается поступить послушником в орден иезуитов, проходит новициат в Пуллах-им-Изарталь в Баварии, философское и богословское образование получает в Мюнхене и Риме, живет в Папском коллегиуме «Руссикум» и затем в Париже изучает историю византийского искусства.
В 1956 году был рукоположен в сан священника в византийском обряде.
По просьбе руководителя центра Владимира Соловьёва при Фордамском университете Нью-Йорка (Russian Center Fordham University. New York, 58) священника иезуита отца Малом (Malom) Зендлер создал коллекцию диапозитивов икон, собранных в ватиканских музеях.
С 1959 года стал преподавать в колледже Святого Георгия в Медоне, здесь же проявляется иконографический талант священника, росписи и иконы этого периода были реализованы в домовом храме центра и в часовне при летнем лагере в Публие (Publier) Савойя, где воспитанники проводили каникулы. В Медоне Сендлер организуются первые курсы по изучению древнерусской живописи, затем появляются семинары в Савойе, Милане, Сиракузах, Иерусалиме, Буэнос-Айресе, Лозанне и других местах, он читает курсы в Китае Японии, Польше, Великобритании, Израиле и США.
C 1970 года Зендлер руководил школой иконы в Медоне.
В 1980 году он назначен настоятелем общины иезуитов в Медоне, на этом посту он оставался до закрытия центра святого Георгия в 2002 году. С 2002 года мастерская под названием Atelier Saint Georges, располагается по адресу: 21 Rue De L’Ermitage в Версале.
Зендлер — основатель Школы иконографии в Сериате при итальянском центре Христианская Россия, устроенном по приглашению Бетти Амбивери на ее вилле.
В Лозанне, Швейцария Сендлер создал Atelier St. André, где ныне работают его ученики
Среди известных и публично доступных работ:
- фрески в «Руссикуме»
- иконостас храма Святой Троицы общины русских католиков византийского обряда в Париже (Paroisse russe Catholique de la Très-Sainte Trinité) по адресу: 39, rue Francoise Gerard, 75016 Paris
- росписи храма святой праведной Анны в Гаррисберге, штат Пенсильвания, США

Зендлер — автор фундаментальных трудов по иконографии, началом его печатных работ послужила просьба руководства журналов «Пламя» и «Символ», издающихся иезуитами во Франции, написать цикл очерков о русской иконописи, затем эти работы нашли своё продолжение и, наконец, богословские и искусствоведческие взгляды Зендлера выразились в серьезных исследованиях.
Вклад Зендлера в изучение византийской и русской иконографии получил оценку со стороны Русской православной церкви, так «Журнал Московской патриархии» в рецензии на одну из книг отмечал связь иконы с Евангелием и Литургией и характеризовал труд, как основанный на тщательном и широко изученном материале 

 «богато документированная книга… была встречена в европейской прессе высокими оценками: её называли и „Библией по иконописи“, и „лучшей книгой года про иконы“, и „книгой на следующее десятилетие“. Изложение её отличается тщательностью и точностью, строгой классической красотой»

## Фрески Игоря Зендлера в Руссикуме

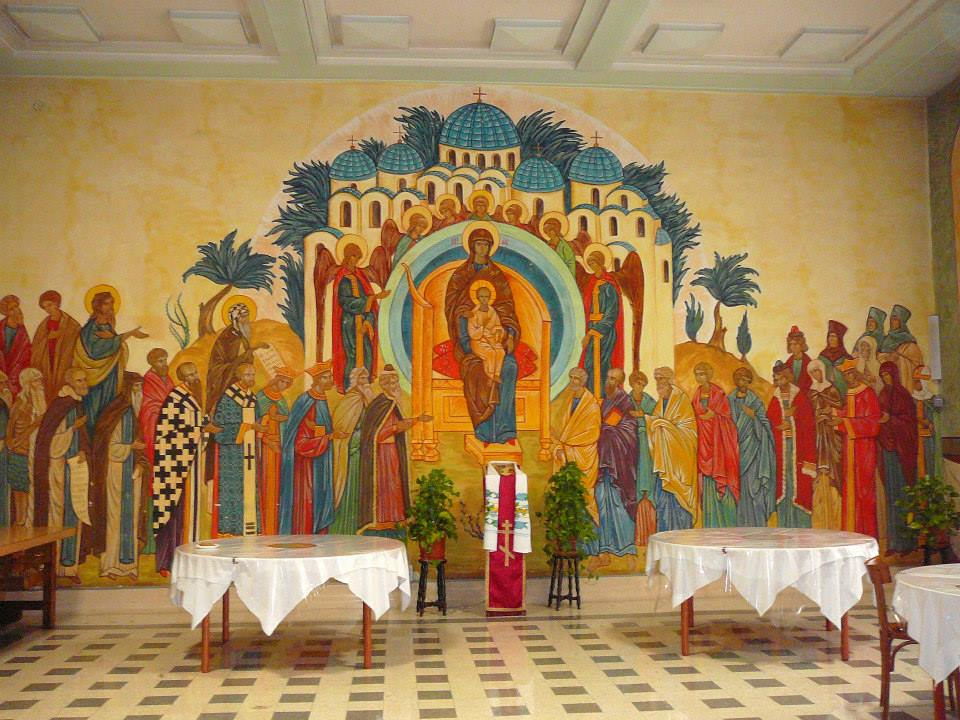
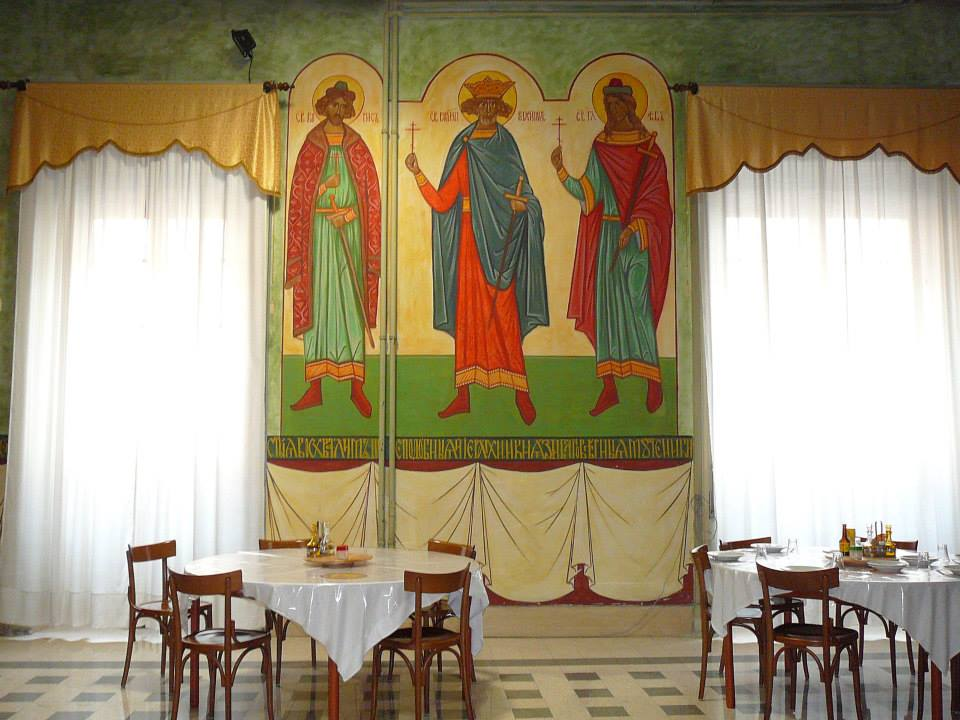
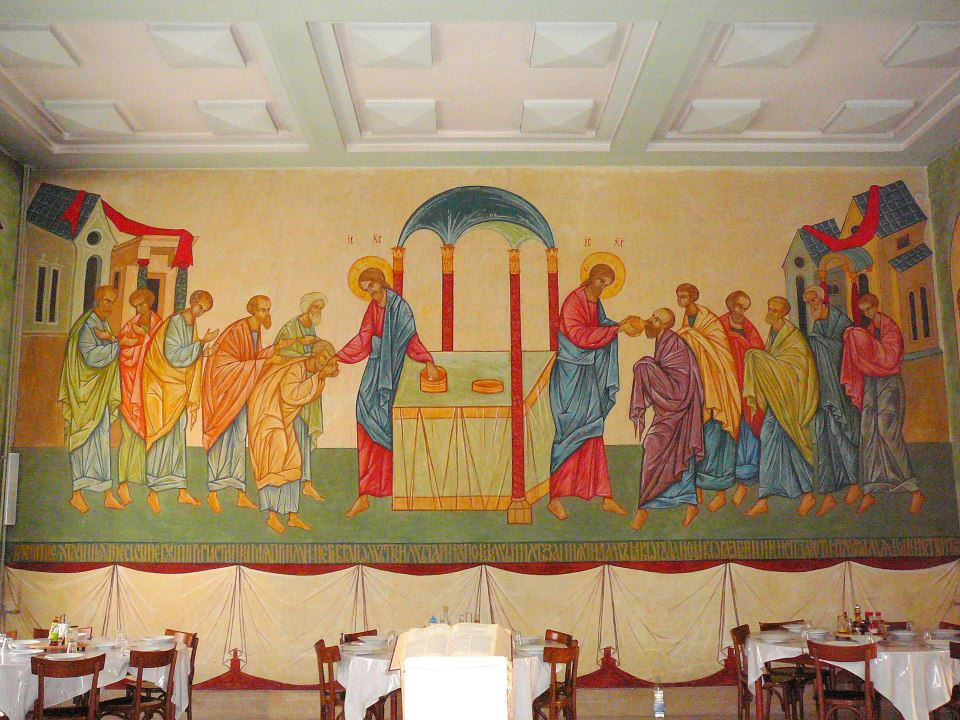
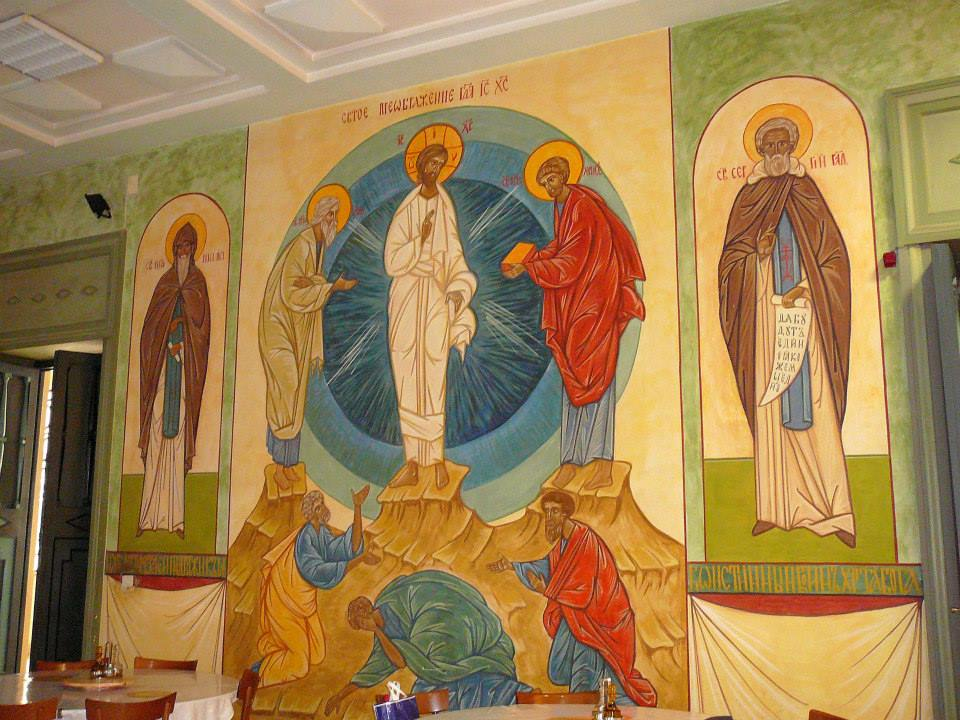

## Публикации
- Dan Ta main. Versailles: L’atelier Saint Georges, 2011. 119 р.
- Le icone bizantine della Madre di Dio. Cinisello Balsamo (MI): Edizioni Paoline, 1995. 284 р.
- Les icones byzantines de la Mère de Dieu. ed. Desclée de Brouwer, Paris 1992. 288 р.
- Les mystères du Christ. Les icones de la liturgie. Paris: Desclée de Brouwer, 2002. 307 р.
- L'icona immagine dell'invisibile. Elementi di teologia, estetica e tecnica. Cinisello Balsamo (MI): Edizioni Paoline, 1992. 251 р.
- L'icone, image de l'invisible. Paris: Desclee de Brouwer, 1981.
- Les icones de la Mere de Dieu. Paris: Desclee de Brouwer, 1992.
- The Icon: Image of the Invisible. Oakwood Pubns edizione. 1988 (переиздание 1996). 283 р.
- Trasfigurazione. Introduzione alla contemplazione delle icone. Cinisello Balsamo (MI): Edizioni Paoline, 1987. 181 р.